# 康威立方

康威立方中用到的四種立方體。

康威立方（Conway's puzzle）是一個立體的包裝問題，得名自其發明者，數學家約翰·何頓·康威。康威立方要將13個1 × 2 × 4的方塊、1個2 × 2 × 2的方塊、1個1 × 2 × 2的方塊及3個1 × 1 × 3的方塊放在一個5 × 5 × 5的立方體空間中。

## 解法

一種有關三塊1×1×3方塊的可能排列方式

基於奇偶數的考量，每個5×5×1的區域中都要出現1×1×3方塊的一部份，而所占空間需為奇數，只要注意到上述的特點，即可求解康威立方。此特性和斯洛陶伯－赫拉茨马立方有些類似。

## 外部連結
- The Conway puzzle in Stewart Coffin's "The Puzzling World of Polyhedral Dissections"